# Serey Dié
Sereso Geoffroy Gonzaroua Dié, kurz Serey Dié (* 7. November 1984 in Facobly), ist ein ehemaliger ivorischer Fußballspieler. Er kam vor allem im defensiven Mittelfeld zum Einsatz. Im Sommer 2022 beendete er seine aktive Laufbahn.

## Vereinskarriere

### Elfenbeinküste
Dié erhielt seine Ausbildung als Fußballer am staatlichen Zentrum Centre national des sports de haut niveau der Elfenbeinküste. 2001 begann er seine Profikarriere in der Super Division 3 der Elfenbeinküste bei der in Cocody ansässigen Fußball-Akademie Volcan Junior. Ein Jahr später heuerte er beim Super Ligue-2-Verein Club Omnisports de Korhogo an und entwickelte sich dort zu einem der Leistungsträger. 2003 wechselte er zum Superdivision-Verein Stade d’Abidjan.

### Tunesien und Algerien
Im Sommer 2006 setzte Dié seine Karriere beim tunesischen Fußballclub Étoile Olympique La Goulette Kram fort. In der Saison 2007/08 wechselte er zum algerischen Erstligisten ES Sétif, mit dem er die arabische Champions League gewann.

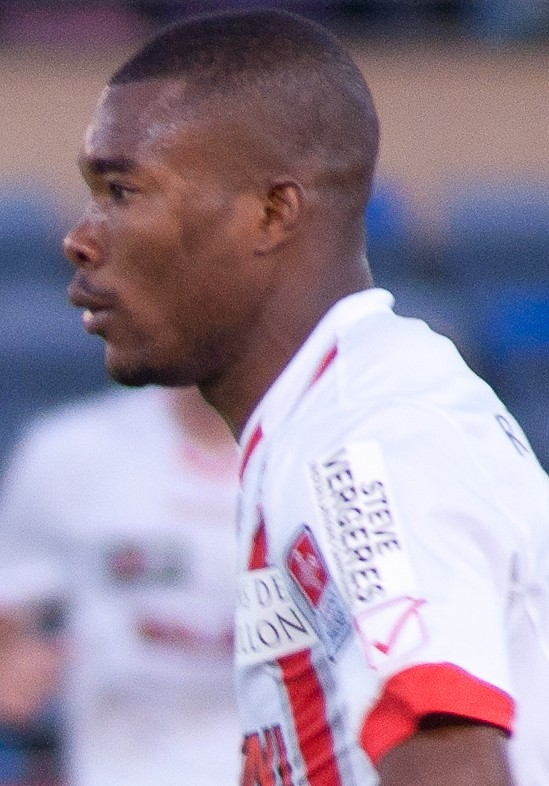
Serey Dié im Trikot des FC Sion (2012)

### FC Sion
2008 unterzeichnete Dié in der Schweiz einen Vertrag beim Walliser Verein FC Sion. In Sion wurde er als Mittelfeldspieler eingesetzt und gewann zweimal den Schweizer Cup. Im März 2010 sah sich Dié der Unterstellung ausgesetzt, absichtlich eine Rote Karte provoziert zu haben, wogegen er sich zur Wehr setzte. Die Bundesanwaltschaft erkannte keinerlei Zusammenhänge mit Wettmanipulationen und eröffnete deswegen kein Verfahren. Im Jahr 2012 wurde Dié wegen einer begangenen Tätlichkeit für acht Spiele gesperrt: Er hatte nach der Niederlage vom 2. Mai 2012 gegen den FC Lausanne, was für Sion die Abstiegsrelegation zur Folge hatte, einen 13-jährigen Balljungen geohrfeigt.

### FC Basel
Im Dezember 2012 unterschrieb Dié einen ab Januar 2013 gültigen Dreijahresvertrag beim Schweizer Meister FC Basel. Am Ende der Saison 2012/13 wurde er mit seinem neuen Verein Schweizer Meister, stand im Schweizer Cup Finale und rückte in der UEFA Europa League 2012/13 bis ins Halbfinale vor.
Die Spielzeit 2013/14 beendete der FC Basel zum 17. Mal als Meister (zum fünften Mal in Folge) und stand wiederholt im Finale des Schweizer Cups, das aber nach Verlängerung verloren wurde. In der Europa League erreichte der FC Basel das Viertelfinale. Unter Trainer Murat Yakin hatte Dié 38 Einsätze vorzuweisen, davon 22 in der Super League.
In der Hinrunde der Spielzeit 2014/15 unter dem neuen Trainer Paulo Sousa gehörte Dié nicht zur Stammformation und bestritt insgesamt nur 13 Partien, davon sieben in der Super League.

### VfB Stuttgart
Am 2. Februar 2015 wechselte Dié zum VfB Stuttgart. Sein Bundesligadebüt gab er am 14. Februar 2015 (21. Spieltag) bei der 1:2-Niederlage im Auswärtsspiel gegen die TSG 1899 Hoffenheim mit Einwechslung für Martin Harnik in der 87. Minute. Sein erstes Bundesligator erzielte er am 13. Februar 2016 (21. Spieltag) beim 2:0-Sieg im Heimspiel gegen Hertha BSC mit dem Treffer zum 1:0 in der 51. Minute.

### Rückkehr zum FC Basel
Am 15. Juli 2016 kehrte Serey Dié zum FC Basel zurück. Unter Trainer Urs Fischer gewann er am Ende der Meisterschaft 2016/17 den Meistertitel zum vierten Mal mit dem FCB. Für den Club war es der 8. Titel in Serie und insgesamt den 20. Titel in der Vereinsgeschichte. Sie gewannen auch den Pokalwettbewerb am 25. Mai 2017 mit drei zu null gegen Sion und somit das Double.

## Nationalmannschaft
Dié spielt für die ivorische Nationalmannschaft. Sein Debüt gab er am 23. März 2013 beim 3:0-Sieg im WM-Qualifikationsspiel gegen Gambia im Stade Félix Houphouët-Boigny von Abidjan. Am 16. November 2013 qualifizierte er sich im Spiel gegen den Senegal mit seinem Team für die Weltmeisterschaft 2014 in Brasilien. In allen drei Spielen der Gruppe C des WM-Turniers stand er in der Startelf. Bei der Afrikameisterschaft 2015 wurde er mit der Nationalmannschaft Afrikameister und verwandelte im Elfmeterschießen des Endspiels gegen die ghanaische Auswahl einen Elfmeter.
Sein erstes Nationalmannschaftstor erzielte er am 20. Januar 2017 beim Unentschieden gegen die Demokratische Republik Kongo bei der Afrikameisterschaft 2017, als er den Ausgleich zum 2:2 schoss.

## Titel und Erfolge

### Verein
ES Sétif
- Gewinn der Arabischen Champions League: 2008

FC Sion
- Schweizer Cupsieger: 2008/09, 2010/11

FC Basel
- Schweizer Meister: 2012/13, 2013/14, 2014/15, 2016/17
- Schweizer Cupsieger: 2016/17

### Nationalmannschaft
- Gewinn der Afrikameisterschaft: 2015